# Mucuchies
Le Mucuchies est une race de chiens originaire du Venezuela. Son nom vient du village homonyme situé dans l'État de Mérida. 

## Description
Ces chiens de taille moyenne et de constitution robuste ont le poil mi-long, plus court le long des pattes, sont généralement de couleur blanche mais certains ont des taches de couleur miel, grise ou noire. Leur poids peut varier de 30 à 50 kg environ et leur taille de 56 à 72 cm. Ils sont intelligents, actifs et affectueux avec leurs proches mais doivent être socialisés très jeunes car, en tant que chien de garde et de troupeau, ils peuvent être agressifs envers les étrangers. Ils ont besoin d'espace et d'exercice quotidien.

## Origine
Les origines du Mucuchies sont confuses. Ils proviennent de la région andine du Venezuela, où ils sont utilisés pour garder les troupeaux, et on pense qu'ils furent introduits par les Espagnols au XVIe siècle et que leurs ancêtres incluraient le mâtin espagnol, le mâtin des Pyrénées, l'Aïdi et le chien de montagne des Pyrénées. Ces races furent mélangées les unes avec les autres, ainsi qu'avec les chiens locaux du Venezuela, et, vers 1926, le Mucuchies pouvait être trouvé à travers tout le Venezuela et au-delà. La qualité de la race déclinait alors mais, en 1961, un club fut créé pour assurer l'homogénéité et l'amélioration de la race et, en 1964, le Mucuchies fut désigné comme race nationale du Venezuela. Toutefois, le club n'existe plus et l'avenir de la race est incertain. En 2008, dans le but de préserver cette race, le ministère vénézuélien du Tourisme, sur l'initiative du président Hugo Chávez, a créé la Fondation Nevado afin d'assurer sa pérennité.

## Mucuchies célèbre
Nevado, le chien de Simón Bolívar, lui fut donné en 1813 et resta à ses côtés durant toutes ses campagnes militaires jusqu'à sa mort en 1821, au cours de la bataille de Carabobo. 

## Sources
- (es) Cet article est partiellement ou en totalité issu de l’article de Wikipédia en espagnol intitulé « Mucuchíes (raza de perro) » (voir la liste des auteurs).